# Saison 2018-2019 du RB Leipzig
Maillots
Chronologie
Saison précédente Saison suivante
La saison 2018-2019 est la 10e saison du RB Leipzig depuis sa fondation en 2009 et la 3e saison du club en Bundesliga, la meilleure ligue allemande de football. Le RB Leipzig est impliqué dans 3 compétitions : la Bundesliga, la DFB Pokal et la Ligue Europa.

## Transferts
| Nom                         | Nationalité | Poste          | Transfert                     | Période         | Provenance/Destination | Division                |
| --------------------------- | ----------- | -------------- | ----------------------------- | --------------- | ---------------------- | ----------------------- |
| Arrivées                    |             |                |                               |                 |                        |                         |
| Marius Müller               | Allemagne   | Gardien de but | Retour de prêt                | Mercato d'été   | 1. FC Kaiserslautern   | 2.Bundesliga            |
| Atinc Nukan                 | Turquie     | Défenseur      | Retour de prêt                | Mercato d'été   | Beşiktaş JK            | Süper Lig               |
| Massimo Bruno               | Belgique    | Milieu         | Retour de prêt                | Mercato d'été   | RSC Anderlecht         | Jupiler Pro League      |
| Felix Beiersdorf            | Allemagne   | Milieu         | Retour de prêt                | Mercato d'été   | BSG Chemie Leipzig     | Regionalliga            |
| Omer Damari                 | Israël      | Attaquant      | Retour de prêt                | Mercato d'été   | Maccabi Haïfa          | Ligat ha'Al             |
| Agyemang Diawusie           | Allemagne   | Milieu         | Retour de prêt                | Mercato d'été   | SV Wehen Wiesbaden     | 3.Liga                  |
| Vitaly Janelt               | Allemagne   | Milieu         | Retour de prêt                | Mercato d'été   | VfL Bochum             | 2.Bundesliga            |
| Anthony Jung                | Allemagne   | Défenseur      | Retour de prêt                | Mercato d'été   | Brøndby IF             | Alka Superligaen        |
| Zsolt Kalmár                | Hongrie     | Milieu         | Retour de prêt                | Mercato d'été   | DAC Dunajska Streda    | Fortuna Liga            |
| Elias Abouchabaka           | Allemagne   | Milieu         | Premier contrat professionnel | Mercato d'été   | RB Leipzig U19         | -                       |
| Dominic Minz                | Allemagne   | Défenseur      | Premier contrat professionnel | Mercato d'été   | RB Leipzig U19         | -                       |
| Julian Krahl                | Allemagne   | Gardien de but | Premier contrat professionnel | Mercato d'été   | RB Leipzig U19         | -                       |
| Marcelo Saracchi            | Uruguay     | Défenseur      | Transfert (12 M€)             | Mercato d'été   | River Plate            | Primera División        |
| Matheus Cunha               | Brésil      | Attaquant      | Transfert (15 M€)             | Mercato d'été   | FC Sion                | Raiffeisen Super League |
| Nordi Mukiele               | France      | Défenseur      | Transfert (16 M€)             | Mercato d'été   | Montpellier HSC        | Ligue 1                 |
| Felix Beiersdorf            | Allemagne   | Milieu         | Retour de prêt                | Mercato d'hiver | ZFC Meuselwitz         | Regionalliga            |
| Tyler Adams                 | États-Unis  | Milieu         | Transfert (2,63 M€)           | Mercato d'hiver | New York Red Bulls     | Major League Soccer     |
| Amadou Haidara              | Mali        | Milieu         | Transfert (19 M€)             | Mercato d'hiver | RB Salzbourg           | Ö-Bundesliga            |
| Emile Smith-Rowe            | Angleterre  | Milieu         | Prêt                          | Mercato d'hiver | Arsenal FC             | Premier League          |
| Dépenses totales : 64,63 M€ |             |                |                               |                 |                        |                         |
| Départs                     |             |                |                               |                 |                        |                         |
| Fabio Coltorti              | Suisse      | Gardien de but | Retraite                      | Retraite        | Retraite               | Retraite                |
| Ademola Lookman             | Angleterre  | Attaquant      | Fin de prêt                   | Mercato d'été   | Everton FC             | Premier League          |
| Bernardo                    | Brésil      | Défenseur      | Transfert (10 M€)             | Mercato d'été   | Brighton & Hove Albion | Premier League          |
| Naby Keïta                  | Guinée      | Milieu         | Transfert (60 M€)             | Mercato d'été   | Liverpool FC           | Premier League          |
| Benno Schmitz               | Allemagne   | Défenseur      | Transfert (1,5 M€)            | Mercato d'été   | FC Cologne             | 2.Bundesliga            |
| Philipp Köhn                | Suisse      | Gardien de but | Transfert (900 k€)            | Mercato d'été   | RB Salzbourg           | Ö-Bundesliga            |
| Dominik Kaiser              | Allemagne   | Milieu         | Transfert (Libre)             | Mercato d'été   | Brøndby IF             | Alka Superligaen        |
| Omer Damari                 | Israël      | Attaquant      | Transfert (Libre)             | Mercato d'été   | Hapoël Tel-Aviv FC     | Ligat ha'Al             |
| Agyemang Diawusie           | Allemagne   | Milieu         | Transfert (500 k€)            | Mercato d'été   | FC Ingolstadt 04       | 2.Bundesliga            |
| Vitaly Janelt               | Allemagne   | Milieu         | Transfert (150 k€)            | Mercato d'été   | VfL Bochum             | 2.Bundesliga            |
| Anthony Jung                | Allemagne   | Défenseur      | Transfert (800 k€)            | Mercato d'été   | Brøndby IF             | Alka Superligaen        |
| Zsolt Kalmár                | Hongrie     | Milieu         | Transfert (200 k€)            | Mercato d'été   | Dunajská Streda        | Fortuna Liga            |
| Massimo Bruno               | Belgique    | Milieu         | ?                             | Mercato d'été   | RSC Charleroi          | Jupiler Pro League      |
| Elias Abouchabaka           | Allemagne   | Milieu         | Prêt                          | Mercato d'été   | SpVgg Greuther Fürth   | 2.Bundesliga            |
| Felix Beiersdorf            | Allemagne   | Milieu         | Prêt                          | Mercato d'été   | ZFC Meuselwitz         | Regionalliga            |
| Emre Aslan                  | Turquie     | Attaquant      | Transfert (Libre)             | Mercato d'hiver | FC Nuremberg II        | -                       |
| Felix Beiersdorf            | Allemagne   | Milieu         | Transfert (Libre)             | Mercato d'hiver | Leipziger SV Südwest   | Regionalliga            |
| Recettes totales : 74,05 M€ |             |                |                               |                 |                        |                         |

## Maillots
Équipementier : Nike / Sponsor : Red Bull
| Domicile | Domicile (alt. 1) | Domicile (alt. 2) | Extérieur | Extérieur (alt.) | Troisième | Troisième (alt.) | 10e Anniversaire (2018-2019) |

| Domicile | Domicile (alt. 1) | Domicile (alt. 2) | Extérieur | Extérieur (alt.) | Troisième | Troisième (alt.) | 10e Anniversaire (2018-2019) |

## Équipe

### Joueurs prêtés
Le tableau suivant liste les joueurs en prêts pour la saison 2018-2019.
| Joueurs prêtés |    |                        |                   |                     |                   |                      |  |
| \| N° \| P. \| Nat. \| Nom \| Date de naissance \| Sélection \| Club en prêt \| \| \| 999 \| M \| \| Elias Abouchabaka \| 31/03/2000 (24 ans) \| Allemagne -19 ans \| SpVgg Greuther Fürth \| \| |    |                        |                   |                     |                   |                      |  |
| N° | P. | Nat.                   | Nom               | Date de naissance   | Sélection         | Club en prêt         |  |
| 999 | M  | Drapeau de l'Allemagne | Elias Abouchabaka | 31/03/2000 (24 ans) | Allemagne -19 ans | SpVgg Greuther Fürth |  |

| N°  | P. | Nat.                   | Nom               | Date de naissance   | Sélection         | Club en prêt         |  |
| 999 | M  | Drapeau de l'Allemagne | Elias Abouchabaka | 31/03/2000 (24 ans) | Allemagne -19 ans | SpVgg Greuther Fürth |  |

## Compétitions
| 3e place 66 points | Finale contre Bayern Munich (0 - 3) | Phase des Groupes |
| 19V 9N 6D          | 5V 0N 1D                            | 5V 4N 3D          |
| TOTAL: 29V 13N 10D |                                     |                   |

### Bundesliga

#### Classement
| Rang | Équipe                   | Pts | J  | G  | N | P  | Bp | Bc | Diff | Qualification ou relégation                                      |
| ---- | ------------------------ | --- | -- | -- | - | -- | -- | -- | ---- | ---------------------------------------------------------------- |
| 1    | Bayern Munich T          | 78  | 34 | 24 | 6 | 4  | 88 | 32 | +56  | Qualification pour la phase de groupes de la Ligue des champions |
| 2    | Borussia Dortmund        | 76  | 34 | 23 | 7 | 4  | 81 | 44 | +37  | Qualification pour la phase de groupes de la Ligue des champions |
| 3    | RB Leipzig               | 66  | 34 | 19 | 9 | 6  | 63 | 29 | +34  | Qualification pour la phase de groupes de la Ligue des champions |
| 4    | Bayer Leverkusen         | 58  | 34 | 18 | 4 | 12 | 69 | 52 | +17  | Qualification pour la phase de groupes de la Ligue des champions |
| 5    | Borussia Mönchengladbach | 55  | 34 | 16 | 7 | 11 | 55 | 42 | +13  | Qualification pour la phase de groupes de la Ligue Europa        |

### Championnat

#### Journées 1 à 5
Pour la reprise de la Bundesliga, le RB Leipzig affronte le Borussia Dortmund. Cependant le match est loin d'être se qu'avaient prévu les hommes de Ralf Rangnick puisqu'ils subiront une lourde défaite sur le score de 4-1 malgré un but à la première minute de la part de Jean-Kévin Augustin. Lors de la deuxième journée, c'est dans la difficulté que Leipzig concède le match nul face au promu. Lors du troisième match de la saison en Bundesliga, le RB Leipzig a obtenu sa première victoire. Timo Werner a marqué par deux fois lors de ce match qui se soldera par une victoire 3-2 contre Hanovre. Contre Francfort, Leipzig débute très mal le match et encaisse un but à la 26e minute, cependant les hommes de Ralf Rangnick reviennent grâce à un penalty accordé par Felix Brych et transformé par Emil Forsberg, les deux équipes se quittent sur un match nul 1-1, une rencontre débuté sans les Français Jean-Kévin Augustin et Nordi Mukiele qui ont eu un comportement jugé irresponsable par le club. Lors de la cinquième journée, face à un VfB Stuttgart qui se cherche encore, les hommes de Rangnick réalisent une prestation correcte et enfoncent le VfB encore un peu plus dans une crise.

#### Journées 6 à 10
Face à Hoffenheim, les hommes de Ralf Rangnick étaient décidés à infliger une défaite à leur futur entraineur en la personne de Julian Nagelsmann.

#### Journées 11 à 15
Contre Leverkusen, le RB Leipzig récidive, ce qui lui permet de prendre place sur la troisième marche du podium grâce à sa nette victoire contre le Bayer Leverkusen.

#### Journées 23 à 27
Les deux équipes se sont séparées sur un score de parité qui n'arrange personne. Le RB Leipzig reste quatrième, mais toujours qualifié pour la ligue des champions.

#### Journées 28 à 32
Face au Bayer Leverkusen qui menait à la mi-temps, Leipzig a su répondre de la meilleure des manières en renversant le match pour s'imposer finalement par deux buts d'écart de quoi continuer de la meilleure des manières dans la course à la ligue des champions. 

#### Journées 33 et 34
Face au Bayern, Leipzig permet à Dortmund de croire encore au titre grâce à un match nul qui n'arrange pas du tout les Munichois, un bon entrainement avant la finale de coupe d'Allemagne entre les deux clubs.

#### Évolution du classement et des résultats
| Journée  | 1   | 2   | 3   | 4   | 5  | 6  | 7  | 8  | 9  | 10 | 11 | 12 | 13 | 14 | 15 | 16 | 17 | 18 | 19 | 20 | 21 | 22 | 23 | 24 | 25 | 26 | 27 | 28 | 29 | 30 | 31 | 32 | 33 | 34 |
| -------- | --- | --- | --- | --- | -- | -- | -- | -- | -- | -- | -- | -- | -- | -- | -- | -- | -- | -- | -- | -- | -- | -- | -- | -- | -- | -- | -- | -- | -- | -- | -- | -- | -- | -- |
| Résultat | D   | N   | V   | N   | V  | V  | V  | N  | N  | V  | V  | D  | V  | D  | V  | D  | V  | D  | V  | V  | N  | V  | N  | V  | N  | V  | V  | V  | V  | V  | V  | N  | N  | D  |
| Rang     | 18e | 14e | 10e | 10e | 8e | 6e | 2e | 5e | 5e | 4e | 3e | 4e | 3e | 4e | 4e | 4e | 4e | 4e | 4e | 4e | 4e | 4e | 4e | 3e | 3e | 3e | 3e | 3e | 3e | 3e | 3e | 3e | 3e | 3e |

### Ligue Europa

#### Parcours en Ligue Europa
Lors de cette saison 2018-2019 de Ligue Europa, le RB Leipzig débute au deuxième tour de qualification, face au BK Häcken.  
Lors du match aller, le RB Leipzig s'impose largement sur le score de 4-0. Lors du match retour, les deux équipes se neutralisent sur le score de 1-1, le RB Leipzig se qualifie donc pour le troisième tour de qualification sur un score cumulé de 5-1. Le club affrontera le CSU Craiova pour le tour suivant. Lors du match aller du troisième tour de qualification le RB Leipzig s'impose mais encaisse un but dans le temps additionnel, lors du match retour comme au tour précédent les deux équipes se neutralisent, le RB Leipzig accède au barrage et affrontera les Ukrainiens du Zorya Louhansk. Lors du match aller en Ukraine, le RB Leipzig se fait accroché et repart avec un match nul, lors du match retour la prestation est loin d'être parfaite, Leipzig se sauve de justesse grâce à un penalty à la 90e minute transformé par Emil Forsberg.

#### Troisième tour de qualification

##### Phase de groupes
| Rang | Équipe       | Pts | J | G | N | P | Bp | Bc | Diff |  | Résultats (▼ dom., ► ext.) |     |     |     |     |
| ---- | ------------ | --- | - | - | - | - | -- | -- | ---- |  | -------------------------- | --- | --- | --- | --- |
| 1    | FC Salzbourg | 18  | 6 | 6 | 0 | 0 | 17 | 6  | +11  |  | FC Salzbourg               |     | 3-1 | 1-0 | 3-0 |
| 2    | Celtic FC    | 9   | 6 | 3 | 0 | 3 | 6  | 8  | -2   |  | Celtic FC                  | 1-2 |     | 2-1 | 1-0 |
| 3    | RB Leipzig   | 7   | 6 | 2 | 1 | 3 | 9  | 8  | +1   |  | RB Leipzig                 | 2-3 | 2-0 |     | 1-1 |
| 4    | Rosenborg BK | 1   | 6 | 0 | 1 | 5 | 4  | 14 | -10  |  | Rosenborg BK               | 2-5 | 0-1 | 1-3 |     |

#### Coefficient UEFA
| Club                 | Rang 2019 | Rang 2018 | Évolution | 2013-2014 | 2014-2015 | 2015-2016 | 2016-2017 | 2017-2018 | 2018-2019 | Coefficient |
| -------------------- | --------- | --------- | --------- | --------- | --------- | --------- | --------- | --------- | --------- | ----------- |
| Dinamo Zagreb        | -         | 77        | -         | 2.000     | 4.000     | 6.000     | 4.000     | 1.500     | -         | 17.500      |
| RB Leipzig           | -         | 78        | -         | -         | -         | -         | -         | 17.000    | -         | 17.000      |
| FK Partizan Belgrade | -         | 79        | -         | 1.500     | 2.000     | 6.000     | 0.500     | 7.000     | -         | 17.000      |

## Statistiques

### Statistiques collectives
| Compétition       | Débute au tour | Termine          | Matches joués | Gagnés | Nuls | Perdus | Buts pour | Buts contre | Différence |
| ----------------- | -------------- | ---------------- | ------------- | ------ | ---- | ------ | --------- | ----------- | ---------- |
| Bundesliga        | -              | Troisième        | 34            | 19     | 9    | 6      | 63        | 29          | +34        |
| Ligue Europa      | Deuxième tour  | Phases de groupe | 12            | 5      | 4    | 3      | 21        | 13          | +8         |
| Coupe d'Allemagne | Premier tour   | Finale           | 6             | 5      | 0    | 1      | 11        | 6           | +5         |
| Total             | -              | -                | 52            | 29     | 13   | 10     | 95        | 48          | +47        |

### Statistiques individuelles
| Numéro | Nat. | Nom         | Championnat | Championnat | Championnat    | Championnat | Championnat  | Ligue Europa | Ligue Europa | Ligue Europa   | Ligue Europa | Ligue Europa | Coupe d'Allemagne | Coupe d'Allemagne | Coupe d'Allemagne | Coupe d'Allemagne | Coupe d'Allemagne | Total | Total       | Total          | Total  | Total        |
| Numéro | Nat. | Nom         | M.j.        | But inscrit | Passe décisive | Averti      | Carton rouge | M.j.         | But inscrit  | Passe décisive | Averti       | Carton rouge | M.j.              | But inscrit       | Passe décisive    | Averti            | Carton rouge      | M.j.  | But inscrit | Passe décisive | Averti | Carton rouge |
| ------ | ---- | ----------- | ----------- | ----------- | -------------- | ----------- | ------------ | ------------ | ------------ | -------------- | ------------ | ------------ | ----------------- | ----------------- | ----------------- | ----------------- | ----------------- | ----- | ----------- | -------------- | ------ | ------------ |
| 1      |      | Gulácsi     | 33          | 0           | 0              | 0           | 0            | 6            | 0            | 0              | 0            | 0            | 4                 | 0                 | 0                 | 0                 | 0                 | 40    | 0           | 0              | 0      | 0            |
| 3      |      | Saracchi    | 9           | 0           | 0              | 2           | 0            | 10           | 0            | 0              | 3            | 0            | 1                 | 0                 | 0                 | 0                 | 1                 | 20    | 0           | 0              | 5      | 1            |
| 4      |      | Orban       | 24          | 4           | 0              | 5           | 0            | 11           | 0            | 1              | 2            | 0            | 4                 | 0                 | 0                 | 1                 | 0                 | 39    | 4           | 1              | 8      | 0            |
| 5      |      | Upamecano   | 15          | 0           | 0              | 5           | 0            | 4            | 0            | 0              | 0            | 0            | 3                 | 0                 | 0                 | 1                 | 0                 | 22    | 0           | 0              | 6      | 0            |
| 6      |      | Konaté      | 27          | 1           | 3              | 8           | 0            | 9            | 2            | 0              | 1            | 0            | 6                 | 0                 | 0                 | 1                 | 0                 | 42    | 3           | 3              | 10     | 0            |
| 7      |      | Sabitzer    | 30          | 4           | 6              | 7           | 0            | 8            | 1            | 1              | 2            | 0            | 5                 | 0                 | 0                 | 0                 | 0                 | 43    | 5           | 7              | 9      | 0            |
| 8      |      | Haidara     | 9           | 1           | 0              | 2           | 0            | 0            | 0            | 0              | 0            | 0            | 3                 | 0                 | 1                 | 0                 | 1                 | 12    | 1           | 1              | 3      | 0            |
| 9      |      | Poulsen     | 31          | 15          | 4              | 2           | 0            | 8            | 2            | 1              | 1            | 0            | 6                 | 2                 | 2                 | 0                 | 0                 | 45    | 19          | 7              | 3      | 0            |
| 10     |      | Forsberg    | 21          | 4           | 7              | 0           | 0            | 5            | 1            | 0              | 0            | 0            | 4                 | 2                 | 0                 | 0                 | 0                 | 29    | 7           | 7              | 0      | 0            |
| 11     |      | Werner      | 30          | 16          | 8              | 1           | 0            | 3            | 0            | 1              | 0            | 0            | 4                 | 3                 | 0                 | 0                 | 0                 | 37    | 19          | 9              | 1      | 0            |
| 13     |      | Ilsanker    | 19          | 0           | 0              | 5           | 1            | 11           | 0            | 1              | 4            | 1            | 4                 | 0                 | 0                 | 0                 | 0                 | 34    | 0           | 1              | 9      | 2            |
| 14     |      | Adams       | 10          | 0           | 2              | 0           | 0            | 0            | 0            | 0              | 0            | 0            | 2                 | 0                 | 0                 | 0                 | 0                 | 10    | 0           | 2              | 0      | 0            |
| 16     |      | Klostermann | 26          | 5           | 1              | 1           | 0            | 9            | 0            | 0              | 0            | 0            | 5                 | 0                 | 2                 | 0                 | 0                 | 40    | 5           | 3              | 1      | 0            |
| 17     |      | Bruma       | 15          | 1           | 1              | 1           | 0            | 11           | 2            | 2              | 2            | 0            | 2                 | 0                 | 0                 | 0                 | 0                 | 27    | 3           | 3              | 3      | 0            |
| 18     |      | Rowe        | 3           | 0           | 0              | 0           | 0            | 0            | 0            | 0              | 0            | 0            | 0                 | 0                 | 0                 | 0                 | 0                 | 3     | 0           | 0              | 0      | 0            |
| 20     |      | Cunha       | 25          | 2           | 0              | 1           | 0            | 12           | 6            | 2              | 2            | 2            | 1                 | 0                 | 0                 | 0                 | 0                 | 39    | 9           | 2              | 3      | 0            |
| 21     |      | Müller      | 0           | 0           | 0              | 0           | 0            | 1            | 0            | 0              | 0            | 0            | 0                 | 0                 | 0                 | 0                 | 0                 | 1     | 0           | 0              | 0      | 0            |
| 22     |      | Mukiele     | 21          | 1           | 0              | 3           | 0            | 8            | 0            | 0              | 0            | 0            | 4                 | 0                 | 0                 | 1                 | 0                 | 31    | 1           | 0              | 4      | 0            |
| 23     |      | Halstenberg | 28          | 3           | 3              | 1           | 0            | 4            | 0            | 0              | 1            | 0            | 5                 | 1                 | 2                 | 1                 | 0                 | 37    | 4           | 5              | 3      | 0            |
| 26     |      | Stierlin    | 0           | 0           | 0              | 0           | 0            | 2            | 0            | 0              | 0            | 0            | 0                 | 0                 | 0                 | 0                 | 0                 | 2     | 0           | 0              | 0      | 0            |
| 27     |      | Laimer      | 29          | 1           | 1              | 4           | 0            | 8            | 1            | 1              | 2            | 0            | 6                 | 0                 | 1                 | 0                 | 0                 | 43    | 2           | 3              | 6      | 0            |
| 28     |      | Mvogo       | 2           | 0           | 0              | 0           | 0            | 10           | 0            | 0              | 0            | 0            | 0                 | 0                 | 0                 | 0                 | 0                 | 12    | 0           | 0              | 0      | 0            |
| 29     |      | Augustin    | 17          | 3           | 0              | 0           | 0            | 11           | 4            | 2              | 2            | 0            | 2                 | 1                 | 0                 | 0                 | 0                 | 30    | 8           | 2              | 2      | 0'           |
| 31     |      | Demme       | 26          | 0           | 2              | 4           | 0            | 8            | 0            | 2              | 2            | 0            | 5                 | 0                 | 0                 | 1                 | 0                 | 39    | 0           | 4              | 7      | 0            |
| 38     |      | Krüger      | 0           | 0           | 0              | 0           | 0            | 1            | 0            | 0              | 0            | 0            | 0                 | 0                 | 0                 | 0                 | 0                 | 1     | 0           | 0              | 0      | 0            |
| 39     |      | Hartmann    | 0           | 0           | 0              | 0           | 0            | 1            | 0            | 0              | 0            | 0            | 0                 | 0                 | 0                 | 0                 | 0                 | 1     | 0           | 0              | 0      | 0            |
| 40     |      | Majetschak  | 0           | 0           | 0              | 0           | 0            | 2            | 0            | 0              | 0            | 0            | 0                 | 0                 | 0                 | 0                 | 0                 | 2     | 0           | 0              | 0      | 0            |
| 41     |      | Bias        | 0           | 0           | 0              | 0           | 0            | 1            | 0            | 0              | 0            | 0            | 0                 | 0                 | 0                 | 0                 | 0                 | 1     | 0           | 0              | 0      | 0            |
| 44     |      | Kampl       | 27          | 2           | 7              | 3           | 0            | 8            | 1            | 1              | 1            | 0            | 5                 | 0                 | 0                 | 0                 | 0                 | 40    | 3           | 8              | 4      | 0            |

## Équipe réserve et centre de formation
L'équipe réserve du RB Leipzig a été dissoute afin de permettre aux jeunes joueurs du RB d'intégrer au plus vite le milieu professionnel, il n'y a donc pas d'équipe réserve.

### U19

#### Effectif de la saison
| Poste      | Nationalité | Nom                 | Date de naissance |
| ---------- | ----------- | ------------------- | ----------------- |
| Gardien    | Allemagne   | Jan Eyrich          | 28 mai 2001       |
| Gardien    | Allemagne   | Niclas Müller       | 8 novembre 2001   |
| Gardien    | Allemagne   | Moritz Schulze      | 22 mars 2001      |
| Défenseur  | Allemagne   | Max Winter          | 16 février 2001   |
| Défenseur  | Allemagne   | Mike Grimm          | 3 juillet 2001    |
| Défenseur  | Allemagne   | Frederik Jäkel      | 7 mars 2001       |
| Défenseur  | Allemagne   | Anton Rücker        | 13 février 2001   |
| Défenseur  | Allemagne   | Malik Talabidi      | 16 juillet 2001   |
| Défenseur  | Allemagne   | Nico Böhmer         | 26 janvier 2000   |
| Défenseur  | Pologne     | Mateusz Mackowiak   | 29 mai 2001       |
| Défenseur  | Allemagne   | Marcel Hoppe        | 25 janvier 2000   |
| Milieu     | Togo        | Kossivi Amededjisso | 31 décembre 2001  |
| Milieu     | Allemagne   | Victor Stenz        | 17 janvier 2001   |
| Milieu     | Allemagne   | Daniel Böttcher     | 1er janvier 2001  |
| Milieu     | Allemagne   | Lorenz Ender        | 6 janvier 2001    |
| Milieu     | Allemagne   | Tom Krauß           | 22 juin 2001      |
| Milieu     | Allemagne   | Niclas Stierlin     | 22 janvier 2000   |
| Milieu     | Allemagne   | Noad Mekonnen       | 17 janvier 2000   |
| Milieu     | Danemark    | Mads Bidstrup       | 25 février 2001   |
| Milieu     | Allemagne   | Erik Majetschak     | 1er mars 2000     |
| Milieu     | Allemagne   | Jacob Ruhner        | 27 janvier 2001   |
| Attaquant  | France      | Nicolas Fontaine    | 7 février 2000    |
| Attaquant  | Allemagne   | Oliver Bias         | 15 juin 2001      |
| Attaquant  | Allemagne   | Fabrice Hartmann    | 2 mars 2001       |
| Attaquant  | Norvège     | Noah Jean Holm      | 23 mai 2001       |
| Attaquant  | Allemagne   | Lukas Krüger        | 20 janvier 2000   |
| Entraineur | Allemagne   | Alexander Blessin   | 28 mai 1973       |

#### Classement
| Rang | Équipe               | Pts | J  | G  | N | P  | Bp | Bc | Diff |
| ---- | -------------------- | --- | -- | -- | - | -- | -- | -- | ---- |
| 1    | VfL Wolfsbourg       | 67  | 26 | 22 | 1 | 3  | 83 | 29 | +54  |
| 2    | Werder Brême         | 57  | 26 | 18 | 3 | 5  | 78 | 29 | +49  |
| 3    | RB Leipzig           | 56  | 26 | 18 | 2 | 6  | 53 | 19 | +34  |
| 4    | FC St. Pauli         | 56  | 26 | 18 | 2 | 6  | 52 | 32 | +20  |
| 5    | Hertha Berlin T      | 51  | 26 | 16 | 3 | 7  | 66 | 35 | +31  |
| 6    | Hanovre 96           | 48  | 26 | 16 | 0 | 10 | 61 | 32 | +29  |
| 7    | Hambourg SV          | 41  | 26 | 13 | 2 | 11 | 57 | 40 | +17  |
| 8    | FC Magdebourg P      | 39  | 26 | 12 | 3 | 11 | 37 | 47 | -10  |
| 9    | Dynamo Dresde        | 33  | 26 | 9  | 6 | 11 | 36 | 49 | -13  |
| 10   | Union Berlin         | 20  | 26 | 4  | 8 | 14 | 34 | 53 | -19  |
| 11   | Niendorfer TSV       | 16  | 26 | 4  | 4 | 18 | 24 | 70 | -46  |
| 12   | TSV Havelse P        | 16  | 26 | 4  | 4 | 18 | 21 | 70 | -49  |
| 13   | FC Carl Zeiss Iéna P | 15  | 26 | 4  | 3 | 19 | 20 | 71 | -51  |
| 14   | VfL Osnabrück        | 9   | 26 | 2  | 3 | 21 | 17 | 63 | -46  |

#### Statistiques
| Nat. | Nom         | Bundesliga | Bundesliga  | Bundesliga     | Bundesliga | Bundesliga   | DFB Pokal | DFB Pokal   | DFB Pokal      | DFB Pokal | DFB Pokal    | Total | Total       | Total          | Total  | Total        |
| Nat. | Nom         | MJ         | But inscrit | Passe décisive | Averti     | Carton rouge | MJ        | But inscrit | Passe décisive | Averti    | Carton rouge | MJ    | But inscrit | Passe décisive | Averti | Carton rouge |
| ---- | ----------- | ---------- | ----------- | -------------- | ---------- | ------------ | --------- | ----------- | -------------- | --------- | ------------ | ----- | ----------- | -------------- | ------ | ------------ |
|      | Eyrich      | 3          | 0           | 0              | 0          | 0            | 1         | 0           | 0              | 0         | 0            | 4     | 0           | 0              | 0      | 0            |
|      | Krahl       | 22         | 0           | 0              | 0          | 1            | 2         | 0           | 0              | 0         | 0            | 24    | 0           | 0              | 0      | 1            |
|      | Müller      | 0          | 0           | 0              | 0          | 0            | 2         | 0           | 0              | 0         | 0            | 2     | 0           | 0              | 0      | 0            |
|      | Schulze     | 1          | 0           | 0              | 0          | 0            | 0         | 0           | 0              | 0         | 0            | 1     | 0           | 0              | 0      | 0            |
|      | Winter      | 25         | 3           | 0              | 1          | 0            | 2         | 0           | 0              | 0         | 0            | 27    | 3           | 0              | 1      | 0            |
|      | Grimm       | 6          | 0           | 0              | 0          | 0            | 1         | 0           | 0              | 0         | 0            | 7     | 0           | 0              | 0      | 0            |
|      | Jäkel       | 20         | 1           | 0              | 3          | 0            | 5         | 0           | 0              | 0         | 0            | 25    | 1           | 0              | 3      | 0            |
|      | Rücker      | 11         | 0           | 0              | 2          | 0            | 1         | 0           | 0              | 0         | 0            | 12    | 0           | 0              | 2      | 0            |
|      | Talabidi    | 24         | 2           | 0              | 3          | 0            | 4         | 2           | 0              | 2         | 0            | 28    | 4           | 0              | 5      | 0            |
|      | Böhmer      | 3          | 0           | 0              | 0          | 0            | 1         | 0           | 0              | 0         | 0            | 4     | 0           | 0              | 0      | 0            |
|      | Mackowiak   | 18         | 0           | 0              | 3          | 0            | 4         | 0           | 0              | 0         | 0            | 22    | 0           | 0              | 3      | 0            |
|      | Hoppe       | 14         | 1           | 0              | 3          | 0            | 4         | 1           | 0              | 1         | 0            | 18    | 2           | 0              | 4      | 0            |
|      | Amededjisso | 11         | 1           | 0              | 1          | 0            | 3         | 0           | 0              | 0         | 0            | 14    | 1           | 0              | 1      | 0            |
|      | Stenz       | 0          | 0           | 0              | 0          | 0            | 1         | 0           | 0              | 0         | 0            | 1     | 0           | 0              | 0      | 0            |
|      | Böttcher    | 3          | 0           | 0              | 0          | 0            | 0         | 0           | 0              | 0         | 0            | 3     | 0           | 0              | 0      | 0            |
|      | Ender       | 4          | 0           | 0              | 0          | 0            | 0         | 0           | 0              | 0         | 0            | 4     | 0           | 0              | 0      | 0            |
|      | Krauß       | 26         | 8           | 0              | 3          | 0            | 4         | 1           | 0              | 1         | 0            | 30    | 9           | 4              | 0      | 0            |
|      | Stierlin    | 24         | 4           | 0              | 6          | 0            | 4         | 0           | 0              | 2         | 0            | 28    | 4           | 0              | 8      | 0            |
|      | Mekonnen    | 23         | 3           | 0              | 4          | 0            | 5         | 2           | 0              | 2         | 0            | 28    | 5           | 0              | 6      | 0            |
|      | Bidstrup    | 21         | 2           | 0              | 1          | 0            | 4         | 0           | 0              | 1         | 0            | 25    | 2           | 0              | 2      | 0            |
|      | Majetschak  | 18         | 4           | 0              | 0          | 0            | 4         | 2           | 0              | 0         | 0            | 22    | 6           | 0              | 0      | 0            |
|      | Ruhner      | 7          | 0           | 0              | 0          | 0            | 0         | 0           | 0              | 0         | 0            | 7     | 0           | 0              | 0      | 0            |
|      | Fontaine    | 17         | 2           | 0              | 3          | 0            | 2         | 0           | 0              | 0         | 0            | 19    | 2           | 0              | 3      | 0            |
|      | Bias        | 21         | 1           | 0              | 0          | 0            | 3         | 1           | 0              | 0         | 0            | 24    | 2           | 0              | 0      | 0            |
|      | Hartmann    | 21         | 12          | 0              | 0          | 1            | 5         | 1           | 0              | 0         | 0            | 24    | 13          | 0              | 0      | 1            |
|      | Holm        | 23         | 7           | 0              | 4          | 1            | 5         | 2           | 0              | 2         | 0            | 27    | 9           | 0              | 5      | 1            |
|      | Krüger      | 19         | 2           | 0              | 0          | 0            | 3         | 0           | 0              | 0         | 0            | 22    | 2           | 0              | 0      | 0            |

### U17

#### Effectif de la saison
La durée définit pour un match de foot en Allemagne dans la classe d'age U17 est de deux période de 40 minute chacune.
| Poste      | Nationalité | Nom                | Date de naissance |
| ---------- | ----------- | ------------------ | ----------------- |
| Gardien    | Allemagne   | Tim Schreiber      | 24 avril 2002     |
| Gardien    | Allemagne   | Tom Köster         | 21 mars 2002      |
| Gardien    | Allemagne   | Jasper Rump        | 7 août 2002       |
| Défenseur  | Allemagne   | David Lelle        | 9 mars 2003       |
| Défenseur  | Allemagne   | Matti Cebulla      | 31 janvier 2002   |
| Défenseur  | Allemagne   | Bennet Haffke      | 14 février 2003   |
| Défenseur  | Allemagne   | Linus Jakob Zimmer | 18 octobre 2002   |
| Défenseur  | Angleterre  | Matthew Bondswell  | 18 avril 2002     |
| Défenseur  | Allemagne   | Felix Meyer        | 19 juillet 2002   |
| Défenseur  | Allemagne   | Julius Pfennig     | 17 février 2003   |
| Défenseur  | Allemagne   | Michael Kostka     | 13 décembre 2003  |
| Défenseur  | Allemagne   | Jan Marvin Krüger  | 4 juillet 2003    |
| Milieu     | Allemagne   | Velat Türkyilmaz   | 13 février 2002   |
| Milieu     | Allemagne   | Niklas May         | 10 avril 2002     |
| Milieu     | Allemagne   | Eric Stiller       | 11 mars 2002      |
| Milieu     | Allemagne   | Alessandro Schulz  | 24 décembre 2002  |
| Milieu     | Allemagne   | Joscha Wosz        | 20 juillet 2002   |
| Milieu     | Allemagne   | Elia Walther       | 7 juin 2002       |
| Milieu     | Allemagne   | Marius Ihbe        | 3 avril 2002      |
| Milieu     | Allemagne   | Eric Martel        | 29 avril 2002     |
| Milieu     | Allemagne   | Timm Koch          | 15 juin 2003      |
| Milieu     | Allemagne   | Eric Uhlmann       | 5 janvier 2003    |
| Attaquant  | Allemagne   | Luis Klein         | 6 mai 2003        |
| Attaquant  | Allemagne   | Dennis Borkowski   | 26 janvier 2002   |
| Attaquant  | Allemagne   | Noah Jones         | 18 mars 2002      |
| Attaquant  | Allemagne   | Robin Spreitzer    | 4 avril 2002      |
| Attaquant  | Allemagne   | Mehmet Ibrahimi    | 9 février 2003    |
| Attaquant  | Autriche    | Lorenzo Coco       | 26 novembre 2003  |
| Attaquant  | Allemagne   | Robin Friedrich    | 9 décembre 2003   |
| Entraineur | Allemagne   | Marco Kurth        | 18 août 1978      |

#### Classement
| Rang | Équipe                   | Pts | J  | G  | N | P  | Bp | Bc | Diff |
| ---- | ------------------------ | --- | -- | -- | - | -- | -- | -- | ---- |
| 1    | VfL Wolfsbourg           | 61  | 26 | 18 | 7 | 1  | 61 | 24 | +37  |
| 2    | Hertha Berlin            | 59  | 26 | 18 | 5 | 3  | 84 | 21 | +63  |
| 3    | RB Leipzig T             | 54  | 26 | 16 | 6 | 4  | 70 | 31 | +39  |
| 4    | Hambourg SV              | 47  | 26 | 13 | 8 | 5  | 59 | 43 | +16  |
| 5    | Werder Brême             | 44  | 26 | 13 | 5 | 8  | 76 | 49 | +27  |
| 6    | FC St. Pauli             | 41  | 26 | 12 | 5 | 9  | 38 | 47 | -9   |
| 7    | Union Berlin             | 33  | 26 | 10 | 3 | 13 | 47 | 40 | +7   |
| 8    | Hanovre 96               | 32  | 26 | 9  | 5 | 12 | 33 | 41 | -8   |
| 9    | FC Energie Cottbus       | 30  | 26 | 8  | 6 | 12 | 33 | 50 | -17  |
| 10   | Chemnitzer FC P          | 27  | 26 | 7  | 6 | 13 | 29 | 40 | -11  |
| 11   | Dynamo Dresde            | 27  | 26 | 9  | 0 | 17 | 30 | 59 | -29  |
| 12   | Holstein Kiel            | 26  | 26 | 7  | 5 | 14 | 36 | 54 | -18  |
| 13   | Tennis Borussia Berlin P | 23  | 26 | 6  | 5 | 15 | 28 | 50 | -22  |
| 14   | SC Borgfeld P            | 7   | 26 | 1  | 4 | 21 | 14 | 89 | -75  |

#### Statistiques
| Nat. | Nom        | Bundesliga | Bundesliga  | Bundesliga     | Bundesliga | Bundesliga   | Total | Total       | Total          | Total  | Total        |
| Nat. | Nom        | MJ         | But inscrit | Passe décisive | Averti     | Carton rouge | MJ    | But inscrit | Passe décisive | Averti | Carton rouge |
| ---- | ---------- | ---------- | ----------- | -------------- | ---------- | ------------ | ----- | ----------- | -------------- | ------ | ------------ |
|      | Schreiber  | 24         | 0           | 0              | 1          | 0            | 24    | 0           | 0              | 1      | 0            |
|      | Köster     | 2          | 1           | 0              | 0          | 0            | 2     | 1           | 0              | 0      | 0            |
|      | Rump       | 2          | 0           | 0              | 0          | 0            | 2     | 0           | 0              | 0      | 0            |
|      | Lelle      | 7          | 0           | 0              | 1          | 0            | 7     | 0           | 0              | 1      | 0            |
|      | Cebulla    | 19         | 5           | 0              | 6          | 0            | 19    | 5           | 0              | 6      | 0            |
|      | Haffke     | 0          | 0           | 0              | 0          | 0            | 0     | 0           | 0              | 0      | 0            |
|      | Zimmer     | 26         | 1           | 0              | 3          | 0            | 26    | 1           | 0              | 3      | 0            |
|      | Bondswell  | 23         | 0           | 0              | 4          | 0            | 23    | 0           | 0              | 4      | 0            |
|      | Meyer      | 25         | 2           | 0              | 4          | 1            | 25    | 2           | 0              | 4      | 1            |
|      | Pfennig    | 7          | 1           | 0              | 1          | 0            | 7     | 1           | 0              | 1      | 0            |
|      | Kostka     | 5          | 0           | 0              | 1          | 0            | 5     | 0           | 0              | 1      | 0            |
|      | Krüger     | 2          | 0           | 0              | 0          | 0            | 2     | 0           | 0              | 1      | 0            |
|      | Türkyilmaz | 14         | 3           | 0              | 1          | 0            | 14    | 3           | 0              | 1      | 0            |
|      | May        | 4          | 0           | 0              | 0          | 0            | 4     | 0           | 0              | 0      | 0            |
|      | Stiller    | 10         | 0           | 0              | 2          | 0            | 10    | 0           | 0              | 2      | 0            |
|      | Schulz     | 22         | 7           | 0              | 3          | 0            | 22    | 7           | 0              | 3      | 0            |
|      | Wosz       | 23         | 15          | 0              | 4          | 0            | 23    | 15          | 0              | 4      | 0            |
|      | Walther    | 9          | 0           | 0              | 0          | 0            | 9     | 0           | 0              | 0      | 0            |
|      | Ihbe       | 11         | 2           | 0              | 0          | 0            | 11    | 2           | 0              | 0      | 0            |
|      | Martel     | 24         | 4           | 0              | 7          | 0            | 24    | 4           | 0              | 7      | 0            |
|      | Koch       | 2          | 0           | 0              | 0          | 0            | 2     | 0           | 0              | 0      | 0            |
|      | Uhlmann    | 1          | 0           | 0              | 0          | 0            | 1     | 0           | 0              | 0      | 0            |
|      | Klein      | 10         | 2           | 0              | 0          | 0            | 10    | 2           | 0              | 0      | 0            |
|      | Borkowski  | 21         | 19          | 0              | 5          | 1            | 21    | 19          | 0              | 5      | 1            |
|      | Jones      | 10         | 3           | 0              | 0          | 0            | 10    | 3           | 0              | 0      | 0            |
|      | Spreitzer  | 14         | 0           | 0              | 1          | 0            | 14    | 0           | 0              | 1      | 0            |
|      | Smorgol    | 17         | 0           | 0              | 0          | 0            | 17    | 0           | 0              | 0      | 0            |
|      | Ibrahimi   | 25         | 6           | 0              | 2          | 0            | 25    | 6           | 0              | 2      | 0            |
|      | Coco       | 4          | 1           | 0              | 0          | 0            | 4     | 1           | 0              | 0      | 0            |
|      | Friedrich  | 1          | 0           | 0              | 0          | 0            | 1     | 0           | 0              | 0      | 0            |